# 陳乾
陳乾（1876年—1929年），湖北蘄春人，中華民國少將。

## 生平
1876年出生於湖北蘄春縣竹瓦店，1903年考入湖北省武普通中學堂，同年赴日本振武學校學習軍事。1905年加入中國同盟會，歸國後參加留學生考試，授舉人，任陸軍部副部校。後再度赴日，在戶山學校步兵專科學習，畢業回國後仍於陸軍部任職。武昌起義後秘密赴上海，參與籌組中華民國臨時政府陸軍部，任臨時政府陸軍部科長，後轉任陝西省督軍署顧問。1917年張勳復辟中任段祺瑞討逆軍總司令部副官，晉升少將，受三等文虎勳章及一等嘉禾章。北伐戰爭後任河北省硝礦總局副局長，不久去職寓居北京，專研金石榴篆，1929年因肺結核去世。